# Malý Magellanův oblak
Malý Magellanův oblak nebo též Malé Magellanovo mračno (SMC, NGC 292, PGC 3085) je trpasličí nepravidelná galaxie (typu IrrI) v souhvězdí Tukana vzdálená asi 200 000 světelných let. Obsahuje několik stovek miliónů hvězd. Struktura této galaxie je nepravidelná, má náznak galaktické příčky.

## Jméno
Tato galaxie společně s Velkým Magellanovým oblakem je pojmenována po portugalském mořeplavci Fernandu Magellanovi. Pojmenoval je tak na jeho počest písař jeho výpravy Antonio Pigafetta. Obě galaxie byly však známy dávno předtím.

## Sousedství s Galaxií
Galaxie Malý Magellanův oblak patří do místní skupiny galaxií a je gravitačně vázaná s Galaxií, kterou společně s Velkým Magellanovým oblakem obíhá po kruhové dráze. Vlivem slapových sil je deformována – důkazem je takzvaný Magellanův proud – oblak vodíku, který je projevem začínajícího galaktického kanibalismu. Je pozorován ve vodíkové čáře 21 cm a spojuje oba Magellanovy oblaky a dosahuje až ke Galaxii. Tento oblak byl zachycen gravitací Galaxie při jejich blízkém průchodu kolem ní asi před 500 miliony let.

## Cefeidy
V letech 1893 až 1906 zkoumala americká astronomka Henrietta Swan Leavittová fotografické desky tohoto objektu a objevila na nich dva a půl tisíce proměnných hvězd. Šestnáct z nich pak později určila jako cefeidy, do té doby známé jen z Galaxie. Tento objev, společně s dalším výzkumem, vedl k tomu, že v roce 1912 odhalila vztah mezi periodou jejich světelných změn a průměrnou svítivostí. To umožňuje určit jejich absolutní hvězdnou velikost a pomocí modulu vzdálenosti pak přesně i jejich vzdálenost.